# Галкина, Юлия Ивановна
Ю́лия Ива́новна Га́лкина (род. 24 декабря 1984 года, Курск, СССР) — российская актриса театра и кино.

## Биография
Юлия Галкина родилась 24 декабря 1984 года в семье историков.
Своими впечатлениями о прожитых в Курске детских и юношеских годах она поделилась с репортерами телеканала «Культура»:
В детстве я была абсолютным пацаном. У меня была короткая стрижка, у меня не было кукол практически. Я играла с пацанами в войнушку, а зимой строили эти безумные замки из снега…
В 2001 году окончила школу № 57 города Курска, после чего поступила по настоянию родителей на психологический факультет КГУ. Впрочем, уже в 2002 году решила для себя стать актрисой, поступила в Школу-студию МХАТ (курс И. Золотовицкого и С. Земцова), которую окончила в 2006 году. С того же года работает в Московском художественном театре. Несмотря на плотный график, она получила второе высшее образование по психологии творчества и успешно защитила кандидатскую диссертацию в 2011 году.
В 2008 году дебютировала одновременно в пяти картинах, но первой работой в кино, заслуживающей внимания, считает роль в фильме «Поцелуи падших ангелов». Продолжает активное творчество в театре и кино, и, как признается, этот бешеный ритм жизни ей по душе:
Многие не приживаются в Москве, говорят – темп бешеный. А я обожаю его! Да и когда жила в Курске, вела активный образ жизни: обучалась танцам в одном месте, актёрскому мастерству – в другом, постоянно ездила в лагерь «Комсорг». В общем, дома мне не сиделось. А в столице в жизни слилось всё воедино – и творчество, и работа.

## Личная жизнь
Замужем за режиссёром и продюсером Ильей Макаровым. Супруг является худруком киностудии «Феникс-фильм». Они познакомились на съемках сериала «Журов».
В 2009 году Юлия родила сына, которого назвали Михаилом. Дружна с дочерью мужа от первого брака — Елизаветой Макаровой.

## Премии
Лауреат Премии Службы внешней разведки Российской Федерации (2010) за роль Зои Ивановны Воскресенской-Рыбкиной в фильме «Две жизни полковника Рыбкиной».

## Фильмография
| Год  | Русское название                        | Роль                                     | Примечания           |
| ---- | --------------------------------------- | ---------------------------------------- | -------------------- |
| 2007 | Артистка                                | администратор                            |                      |
| 2007 | Спасибо за любовь!                      | Инна                                     |                      |
| 2007 | Поцелуи падших ангелов                  | Алена, девушка Романа                    |                      |
| 2008 | Александр. Невская битва                | Дарья                                    |                      |
| 2008 | Грехи наши                              | София                                    | телевизионный фильм  |
| 2008 | Королева                                | Нина                                     |                      |
| 2008 | Наследники                              | Надя                                     |                      |
| 2009 | Шпильки                                 | Света                                    |                      |
| 2009 | Укрощение строптивых                    | фотомодель Екатерина Колычева            |                      |
| 2009 | Шпильки 2                               | Света                                    |                      |
| 2011 | Секта                                   |                                          | телевизионный фильм  |
| 2011 | Спасти мужа                             | Людмила                                  | телевизионный фильм  |
| 2011 | Три дня с придурком                     | София                                    |                      |
| 2012 | Миллионер                               | Вика                                     |                      |
| 2012 | Воздушный ангел                         |                                          |                      |
| 2012 | Поединки: Две жизни полковника Рыбкиной |                                          | телевизионный фильм  |
| 2012 | Пять лет и один день                    | Лена                                     |                      |
| 2012 | Испанец                                 |                                          | телевизионный фильм  |
| 2013 | Полярный рейс                           | Лиза                                     | полнометражный фильм |
| 2014 | Муж по вызову                           | Юля, любовница Жоры                      |                      |
| 2017 | Позднее раскаяние                       | Галя, любовница деда                     |                      |
| 2017 | Люблю тебя любую                        | Наталья, владелец магазина модной одежды |                      |

| Год  | Русское название            | Роль                      | Примечания           |
| ---- | --------------------------- | ------------------------- | -------------------- |
| 2015 | Иван Царевич и Серый Волк 3 | ведущий новостей, озвучка | полнометражный фильм |

| Год  | Русское название         | Роль                                                 | Примечания |
| ---- | ------------------------ | ---------------------------------------------------- | ---------- |
| 2007 | Платина                  | Алена                                                |            |
| 2007 | Громовы. Дом надежды     | пионервожатая                                        |            |
| 2008 | Моя любимая ведьма       | Ксюша-кошка                                          |            |
| 2008 | Две сестры               | Алла                                                 |            |
| 2008 | Фотограф                 | Оксана                                               |            |
| 2009 | Золото скифов            | Альбина                                              |            |
| 2009 | Журов                    | Алена Степанова                                      |            |
| 2009 | Телохранитель 2          | Серёгина                                             |            |
| 2009 | Лиговка                  | Нюра                                                 |            |
| 2010 | Телохранитель 3          | Серёгина                                             |            |
| 2011 | 20 лет без любви         | Оксана                                               |            |
| 2011 | Товарищи полицейские     | Наташа Малиновская                                   |            |
| 2011 | Обрыв                    | Марина                                               |            |
| 2012 | Дорога на остров Пасхи   | Ольга                                                |            |
| 2012 | Страсти по Чапаю         | Пелагея, жена Чапаева                                |            |
| 2012 | Проснемся вместе?        | Лена                                                 |            |
| 2013 | Операция «Кукловод»      | Полковник Нина Петрова                               |            |
| 2013 | Шулер                    | Алла, певица                                         |            |
| 2014 | Татьянина ночь           | Софи                                                 |            |
| 2014 | Дикий 4                  | Анна Старцева                                        |            |
| 2013 | Бессонница               | Алина Докичева, российская спортсменка по тхэквондо  |            |
| 2014 | Господа-товарищи         | Мария Савельева («Мурка»)                            |            |
| 2014 | Уйти, чтобы вернуться    | Мила, сводная сестра Алисы                           |            |
| 2015 | Саша добрый, Саша злой   | Вика Фомина                                          |            |
| 2016 | Чёрная кошка             | Галя, любовница Пашки                                |            |
| 2016 | Жемчуга                  | Кристина                                             |            |
| 2017 | Линия света              | Дора                                                 |            |
| 2017 | Чужое счастье            | Марина                                               |            |
| 2017 | Смертельный номер        | Вера Зарецкая                                        |            |
| 2018 | Ищейка 2                 | Марина Васильевна Титова                             |            |
| 2018 | В чужом краю             | Эльвира Малкина, секретарь                           |            |
| 2018 | Годунов                  | Прасковья Сычёва                                     |            |
| 2019 | Ангел-хранитель          | Лушка Анисимова                                      |            |
| 2019 | Скажи что-нибудь хорошее | Татьяна Прохорова                                    |            |
| 2021 | Тайна Лилит              | адвокат                                              |            |
| 2022 | Триггер-2                | Людмила Ремизова                                     |            |
| 2022 | Чайки                    | Светлана Уткина, вице-губернатор Краснодарского края |            |
| 2024 | Молот ведьм              | Елена Петровна Голикова                              |            |

## Роли в театре
| Год  | Русское название            | Оригинальное название       | Роль                             | Примечания                                      | Театр                    |
| ---- | --------------------------- | --------------------------- | -------------------------------- | ----------------------------------------------- | ------------------------ |
| 2004 | Вишнёвый сад                | Вишнёвый сад                | Дуняша                           | А. Чехов, реж. А. Шапиро                        | МХТ им. А. Чехова        |
| 2005 | С любимыми не расставайтесь | С любимыми не расставайтесь | Массовичка и Керилашвили         | А. Володин, реж. В. Рыжаков                     | МХТ им. А. Чехова        |
| 2008 | Белый кролик                | Белый кролик                | Келли                            | М. Чейз, реж. Е. Каменькович                    | МХТ им. А. Чехова        |
| 2008 | Весенняя лихорадка          | Весенняя лихорадка          | Сорел Блисс                      | Н. Коуард, реж. А. Марин                        | МХТ им. А. Чехова        |
| 2008 | Конёк-Горбунок              | Конёк-Горбунок              | Лошадь, Крестьянка, Звезда, Рыба | братья Пресняковы по П. Ершову, реж. Е. Писарев | МХТ им. А. Чехова        |
| 2010 | Яйцо                        | Яйцо                        | Роза                             | Ф. Марсо, реж. М. Чегер                         | МХТ им. А. Чехова        |
|      | Обломов                     | Обломов                     | девушка                          | М. Угаров по И. Гончарову, реж. А. Галибин      | МХТ им. А. Чехова        |
|      | Тартюф                      | Тартюф                      | монашка                          | Ж.-Б. Мольер, реж. Н. Чусова                    | МХТ им. А. Чехова        |
|      | Ундина                      | Ундина                      | русалка и придворная дама        | Ж. Жироду, реж. Н. Скорик                       | МХТ им. А. Чехова        |
|      | Возвращение                 | Возвращение                 | Маша                             | А. Платонов, реж. Ю. Еремин                     | МХТ им. А. Чехова        |
|      | Примадонны                  | Примадонны                  | Одри                             | К. Людвиг, реж. Е. Писарев                      | МХТ им. А. Чехова        |
|      | Женитьба                    | Женитьба                    |                                  | Н. В. Гоголь, реж. О. Тополянский               | Театр-студия О. Табакова |